# ジェイソン・アダム
ジェイソン・ケンドール・アダム（Jason Kendall Adam, 1991年8月4日 - ）は、アメリカ合衆国カンザス州ジョンソン郡オーバーランドパーク出身のプロ野球選手（投手）。右投右打。MLBのサンディエゴ・パドレス所属。

## 経歴

### プロ入りとロイヤルズ傘下時代
2010年のMLBドラフト5巡目（全体149位）でカンザスシティ・ロイヤルズから指名され、プロ入り。なお、契約しない場合はミズーリ大学コロンビア校へ進学の予定であった。
2011年に傘下のA級ケーンカウンティ・クーガーズでプロデビュー。21試合に先発登板して6勝9敗、防御率4.23、76奪三振を記録した。
2012年はA+級ウィルミントン・ブルーロックスでプレーし、27試合に先発登板して7勝12敗、防御率3.53、123奪三振を記録した。
2013年はAA級ノースウエストアーカンソー・ナチュラルズでプレーし、26試合に先発登板して8勝11敗、防御率5.19、126奪三振を記録した。オフにはアリゾナ・フォールリーグに参加し、ピオリア・ハベリーナズに所属した。
2014年、ロイヤルズ傘下ではAA級ノースウエストアーカンソーとAAA級オマハ・ストームチェイサーズでプレーした。

### ツインズ傘下時代
2014年8月11日にジョシュ・ウィリンガムとのトレードで、ミネソタ・ツインズへ移籍した。移籍後は傘下のAA級ニューブリテン・ロックキャッツへ配属され、移籍前を含めて3球団合計で29試合（先発19試合）に登板して5勝9敗、防御率4.70、103奪三振を記録した。この年のオフもアリゾナ・フォールリーグに参加し、ソルトリバー・ラフターズに所属した。
2015年から2年間は右肘の疲労骨折などの故障及びリハビリのため、登板しなかった。
2016年11月7日にFAとなった。

### パドレス傘下時代
2017年7月20日にサンディエゴ・パドレスとマイナー契約を結んだ。パドレス傘下では3年ぶりにマイナーでの公式戦登板を果たしたが、8月14日に自由契約となった。

### ロイヤルズ時代
2017年8月18日にプロ入り時の古巣であるロイヤルズとマイナー契約を結んだ。AA級ノースウエストアーカンソーへ配属され、移籍前を含めて3球団合計で13試合に登板して1勝0敗、防御率4.80、25奪三振を記録した。
2018年は開幕をAA級ノースウエストアーカンソーで迎え、AAA級オマハを経て5月4日にメジャー契約を結んでアクティブ・ロースター入りした。翌5日のデトロイト・タイガース戦でメジャーデビュー。この年メジャーでは31試合に登板して0勝3敗、防御率6.12、37奪三振を記録した。オフの11月30日にノンテンダーFAとなった後、12月17日にマイナー契約で再契約を結んだ。

### ブルージェイズ時代
2019年3月17日に金銭トレードで、トロント・ブルージェイズへ移籍した。開幕を傘下のAAA級バッファロー・バイソンズで迎え、8月1日にメジャー契約を結んでアクティブ・ロースター入りした。オフの12月2日にノンテンダーFAとなった。

### カブス時代
2020年1月14日にシカゴ・カブスとマイナー契約を結んでスプリングトレーニングに招待選手として参加することになったと報じられ、30日に正式公示された。8月16日にメジャー契約を結んでアクティブ・ロースター入りした。この年は13試合に登板して2勝1敗、防御率3.29、21奪三振を記録した。
2021年5月25日にDFAとなり、翌26日に自由契約となった。それから2ヶ月後の7月12日、再びカブスとマイナー契約を結んだ。9月24日にメジャー契約を結んでアクティブ・ロースター入りした。この年メジャーでは12試合に登板して1勝0敗、防御率5.91、19奪三振を記録した。オフの11月30日にノンテンダーFAとなった。

### レイズ時代
2022年3月17日にタンパベイ・レイズと1年契約を結んだ。このシーズンはブルペンの一角として67試合に登板し、防御率1.56、2勝3敗8セーブ22ホールドを記録した。オフに年俸調停を行い、本人の希望額である177万5000ドルで契約を結んだ。
2023年はシーズン開幕前の2月10日に第5回ワールド・ベースボール・クラシック（WBC）のアメリカ合衆国代表に選出された。シーズンでは56試合に登板し、防御率2.98、4勝2敗12セーブ11ホールドを記録した。

### パドレス時代
2024年7月28日にディラン・レスコ、ホーマー・ブッシュ・ジュニア、J.D. ゴンザレスとのトレードでサンディエゴ・パドレスに移籍した。2024シーズンは2球団合計で74試合に登板し7勝2敗4セーブ31ホールド、防御率1.95を記録した。
2025年3月27日に開幕ロースター入りした。

## 選手としての特徴
平均94.1mph（約151.4km/h）のフォーシームを主体としており、それにカーブを交える投球を見せる。

## 詳細情報

### 年度別投手成績
| 年 度    | 球 団    | 登 板 | 先 発 | 完 投 | 完 封 | 無 四 球 | 勝 利 | 敗 戦 | セ 丨 ブ | ホ 丨 ル ド | 勝 率 | 打 者 | 投 球 回 | 被 安 打 | 被 本 塁 打 | 与 四 球 | 敬 遠 | 与 死 球 | 奪 三 振 | 暴 投 | ボ 丨 ク | 失 点 | 自 責 点 | 防 御 率 | W H I P |
| -------- | -------- | ----- | ----- | ----- | ----- | -------- | ----- | ----- | -------- | ----------- | ----- | ----- | -------- | -------- | ----------- | -------- | ----- | -------- | -------- | ----- | -------- | ----- | -------- | -------- | ------- |
| 2018     | KC       | 31    | 0     | 0     | 0     | 0        | 0     | 3     | 0        | 2           | .000  | 142   | 32.1     | 30       | 9           | 15       | 1     | 3        | 37       | 4     | 1        | 22    | 22       | 6.12     | 1.39    |
| 2019     | TOR      | 23    | 0     | 0     | 0     | 0        | 3     | 0     | 0        | 4           | 1.000 | 91    | 21.2     | 15       | 1           | 10       | 1     | 3        | 18       | 1     | 2        | 8     | 7        | 2.91     | 1.15    |
| 2020     | CHC      | 13    | 0     | 0     | 0     | 0        | 2     | 1     | 0        | 0           | .667  | 58    | 13.2     | 9        | 2           | 8        | 0     | 0        | 21       | 0     | 0        | 7     | 5        | 3.29     | 1.24    |
| 2021     | CHC      | 12    | 0     | 0     | 0     | 0        | 1     | 0     | 0        | 2           | 1.000 | 50    | 10.2     | 10       | 1           | 6        | 0     | 3        | 19       | 0     | 0        | 7     | 7        | 5.91     | 1.50    |
| 2022     | TB       | 67    | 0     | 0     | 0     | 0        | 2     | 3     | 8        | 22          | .400  | 237   | 63.1     | 31       | 5           | 17       | 2     | 6        | 75       | 2     | 0        | 12    | 11       | 1.56     | 0.76    |
| 2023     | TB       | 56    | 0     | 0     | 0     | 0        | 4     | 2     | 12       | 11          | .667  | 222   | 54.1     | 35       | 7           | 20       | 0     | 9        | 69       | 2     | 0        | 20    | 16       | 2.98     | 1.01    |
| 2024     | TB       | 47    | 0     | 0     | 0     | 0        | 4     | 2     | 4        | 19          | .667  | 180   | 47.0     | 26       | 4           | 16       | 1     | 3        | 50       | 0     | 0        | 17    | 13       | 2.49     | 0.89    |
| 2024     | SD       | 27    | 0     | 0     | 0     | 0        | 3     | 0     | 0        | 12          | 1.000 | 102   | 26.2     | 14       | 1           | 7        | 3     | 3        | 31       | 2     | 1        | 3     | 3        | 1.01     | 0.79    |
| '24計    | SD       | 74    | 0     | 0     | 0     | 0        | 7     | 2     | 4        | 31          | .778  | 282   | 73.2     | 40       | 5           | 23       | 4     | 6        | 81       | 2     | 1        | 20    | 16       | 1.95     | 0.86    |
| MLB：7年 | MLB：7年 | 276   | 0     | 0     | 0     | 0        | 19    | 11    | 24       | 72          | .633  | 1082  | 269.2    | 170      | 30          | 99       | 8     | 30       | 320      | 11    | 4        | 97    | 86       | 2.87     | 1.00    |

- 2024年度シーズン終了時

### WBCでの投手成績
| 年 度 | 代 表          | 登 板 | 先 発 | 勝 利 | 敗 戦 | セ ｜ ブ | 打 者 | 投 球 回 | 被 安 打 | 被 本 塁 打 | 与 四 球 | 敬 遠 | 奪 三 振 | 暴 投 | ボ ｜ ク | 失 点 | 自 責 点 | 防 御 率 |
| ----- | -------------- | ----- | ----- | ----- | ----- | -------- | ----- | -------- | -------- | ----------- | -------- | ----- | -------- | ----- | -------- | ----- | -------- | -------- |
| 2023  | アメリカ合衆国 | 4     | 0     | 0     | 0     | 0        | 16    | 4.0      | 1        | 0           | 3        | 0     | 5        | 0     | 0        | 0     | 0        | 0.00     |

### 年度別守備成績
| 年 度 | 球 団 | 投手（P） | 投手（P） | 投手（P） | 投手（P） | 投手（P） | 投手（P） |
| 年 度 | 球 団 | 試 合     | 刺 殺     | 補 殺     | 失 策     | 併 殺     | 守 備 率  |
| ----- | ----- | --------- | --------- | --------- | --------- | --------- | --------- |
| 2018  | KC    | 31        | 0         | 2         | 0         | 0         | 1.000     |
| 2019  | TOR   | 23        | 3         | 2         | 1         | 1         | .833      |
| 2020  | CHC   | 13        | 0         | 2         | 1         | 0         | .667      |
| 2021  | CHC   | 12        | 1         | 0         | 0         | 0         | 1.000     |
| 2022  | TB    | 67        | 1         | 2         | 0         | 0         | 1.000     |
| 2023  | TB    | 56        | 4         | 5         | 0         | 1         | 1.000     |
| 2024  | TB    | 47        | 2         | 7         | 0         | 1         | 1.000     |
| 2024  | SD    | 27        | 2         | 0         | 0         | 0         | 1.000     |
| '24計 | SD    | 74        | 4         | 7         | 0         | 1         | 1.000     |
| MLB   | MLB   | 276       | 13        | 20        | 2         | 3         | .943      |

- 2024年度シーズン終了時

### 背番号
- 50（2018年）
- 48（2019年）
- 60（2020年 - 2021年）
- 47（2022年 - 2024年）
- 40（2024年 - ）

### 代表歴
- 2023 ワールド・ベースボール・クラシック・アメリカ合衆国代表